# Markéta Davidová
Markéta Davidová, née le 3 janvier 1997 à Jablonec nad Nisou, est une biathlète tchèque. Elle gagne sa première course individuelle en Coupe du monde à Antholz, pendant la saison 2018-2019. Le 16 février 2021, aux mondiaux 2021 de Pokljuka, elle est sacrée championne du monde de l'individuel. 

## Biographie
Markéta Davidová, qui a une réputation de skieuse rapide, commence sa carrière au niveau international lors des Championnats du monde de la jeunesse 2015. Lors de l'édition 2016, elle remporte la médaille de bronze sur l'individuel et la médaille d'argent sur le relais. En fin d'année 2016, elle remporte rapidement sa première course en IBU Cup à Beitostølen, l'amenant à sa première sélection en Coupe du monde à Nové Město na Moravě. Sur l'étape suivante, à Ruhpolding, elle inscrit ses premiers points à ce niveau avec une 28e place sur le sprint. Cet hiver, elle participe également aux Championnats d'Europe juniors, lors desquels elle fera le doublé sprint-poursuite.
Elle participe aux Jeux olympiques d'hiver de 2018, où elle signe le meilleur résultat de sa carrière sur le sprint, avec une 15e place. Juste après cette compétition, elle devient championne du monde junior de la poursuite à Otepää.
Elle confirme au haut niveau lors de la saison 2018-2019 de Coupe du monde, en montant sur son premier podium sur l'individuel de Pokljuka. Quelques semaines plus tard, après plusieurs résultats hors des points, elle effectue le premier sans faute au tir de sa carrière dans l'élite pour s'imposer sur le sprint d'Antholz. Elle continue sur sa bonne dynamique en terminant 2e de la mass start trois jours plus tard. Une 2e place sur l'individuel court de Canmore la propulse à la 3e place du classement de l'individuel en fin de saison. Plus de deux ans après sa première victoire, elle devient championne du monde de l'individuel le 16 février 2021, à Pokljuka, en réalisant l'un des deux seuls 20 sur 20 au tir, agrémenté du deuxième meilleur temps de ski.  
Lors de la saison de coupe du monde 2021-2022, après avoir gagné l'individuel d'Östersund et terminé sixième de celui disputé à Antholz, Markéta Davidová s'adjuge le petit globe de la spécialité. Elle termine l'exercice à la dixième place du classement général, classement final qu'elle améliore d'une place l'année suivante, en 2023.
En décembre 2024, à Kontiolahti, elle remporte sa quatrième victoire de Coupe du monde, trois ans après la précédente, en s'imposant sur le sprint grâce à un sans faute au tir.
En dehors du biathlon, Markéta Davidová est passionnée par les chevaux.

## Palmarès

### Jeux olympiques d'hiver
| Édition \ Épreuve | Individuel | Sprint | Poursuite | Mass start | Relais | Relais mixte |
| ----------------- | ---------- | ------ | --------- | ---------- | ------ | ------------ |
| Pyeongchang 2018  | 57e        | 15e    | 25e       | 18e        | 12e    | 8e           |
| Pékin 2022        | 6e         | 41e    | 28e       | 4e         | 8e     | 12e          |

### Championnats du monde
| Édition \ Épreuve       | Individuel           | Sprint | Poursuite | Mass start | Relais | Relais mixte              | Relais mixte simple |
| ----------------------- | -------------------- | ------ | --------- | ---------- | ------ | ------------------------- | ------------------- |
| Östersund 2019          | 43e                  | 7e     | 13e       | 16e        | 15e    | 6e                        | —                   |
| Antholz-Anterselva 2020 | 8e                   | 37e    | 25e       | 20e        | 4e     | Médaille de bronze, monde | 14e                 |
| Pokljuka 2021           | Médaille d'or, monde | 44e    | 32e       | 13e        | 10e    | 11e                       | —                   |
| Oberhof 2023            | 10e                  | 6e     | 16e       | 5e         | 7e     | 5e                        | —                   |
| Nové Město 2024         | 20e                  | 17e    | 9e        | 15e        | 7e     | 14e                       | 10e                 |

Légende :
- : première place, médaille d'or
- : deuxième place, médaille d'argent
- : troisième place, médaille de bronze
- — : non disputée par Markéta Davidová

### Coupe du monde
- Meilleur classement général : 9e en 2023.
- 1 petit globe de cristal :
  - Vainqueur du classement de l'individuel en 2022.
- 14 podiums : 
  - 12 podiums individuels : 4 victoires, 3 deuxièmes places et 5 troisièmes places.
  - 1 podium en relais : 1 troisième place.
  - 1 podium en relais mixte : 1 troisième place.

Mis à jour le 7 décembre 2024

#### Classements en Coupe du monde
| Saison    | Individuel | Individuel | Individuel | Sprint  | Sprint | Sprint | Poursuite | Poursuite | Poursuite | Mass start | Mass start | Mass start | Général | Général | Général    |
| Saison    | Courses    | Points     | Class.     | Courses | Points | Class. | Courses   | Points    | Class.    | Courses    | Points     | Class.     | Courses | Points  | Classement |
| --------- | ---------- | ---------- | ---------- | ------- | ------ | ------ | --------- | --------- | --------- | ---------- | ---------- | ---------- | ------- | ------- | ---------- |
| 2016-2017 | 0 / 3      |            |            | 2 / 9   | 13     | 71e    | 1 / 9     | 0         | nc        | 0 / 5      |            |            | 3 / 26  | 13      | 91e        |
| 2017-2018 | 0 / 2      |            |            | 4 / 8   | 6      | 84e    | 3 / 7     | 2         | 82e       | 0 / 5      |            |            | 7 / 22  | 8       | 91e        |
| 2018-2019 | 3 / 3      | 102        | 3e         | 9 / 9   | 137    | 24e    | 6 / 8     | 84        | 32e       | 3 / 5      | 106        | 16e        | 21 / 25 | 429     | 21e        |
| 2019-2020 | 3 / 3      | 66         | 14e        | 8 / 8   | 212    | 8e     | 4 / 5     | 80        | 22e       | 5 / 5      | 120        | 16e        | 20 / 21 | 478     | 14e        |
| 2020-2021 | 3 / 3      | 80         | 5e         | 10 / 10 | 224    | 11e    | 7 / 8     | 163       | 14e       | 5 / 5      | 142        | 9e         | 25 / 26 | 649     | 11e        |
| 2021-2022 | 2 / 2      | 98         | 1er        |         | 176    | 17e    |           | 170       | 10e       |            | 116        | 7e         |         | 560     | 10e        |
| 2022-2023 | '          | '          | 10e        | '       | '      | 5e     | '         | '         | 7e        | '          | '          | 13e        | '       | 668     | 9e         |
| 2023-2024 | '          | '          | 23e        | '       | '      | 28e    | '         | '         | 14e       | '          | '          | 18e        | '       | 361     | 18e        |
| 2024-2025 | '          | '          | 53e        | '       | '      | 17e    | '         | '         | 39e       | '          | '          | 37e        | '       | 223     | 33e        |

#### Détail des victoires
| Saison    | Individuel              | Sprint             | Poursuite | Mass start | Total |
| 2018-2019 |                         | Antholz-Anterselva |           |            | 1     |
| 2020-2021 | Pokljuka (Ch. du monde) |                    |           |            | 1     |
| 2021-2022 | Östersund               |                    |           |            | 1     |
| 2024-2025 |                         | Kontiolahti        |           |            | 1     |
| Total     | 2                       | 2                  | 0         | 0          | 4     |

#### Résultats détaillés en Coupe du monde
| 2016-2017 |        |        |        |        |        |        |        |        |        |        |        |        |        |        |        | .      | .       | .      | .      |        |        |         |         |         |        |        | 91e |
| 2016-2017 | IN     | SP     | PU     | SP     | PU     | SP 68e | PU     | MS     | SP     | PU     | MS     | SP 28e | PU 47e | IN     | MS     | SP     | PU      | IN     | MS     | SP     | PU     | SP      | PU      | SP      | PU     | MS     | 91e |
| 2017-2018 |        |        |        |        |        |        |        |        |        |        |        |        |        |        |        | .      | .       | .      | .      |        |        |         |         |         |        |        | 91e |
| 2017-2018 | IN     | SP     | PU     | SP 41e | PU 50e | SP 35e | PU 58e | MS     | SP     | PU     | IN     | MS     | SP 46e | PU 39e | MS     | SP 15e | PU 25e  | IN 57e | MS 18e | SP     | MS     | SP      | PU      | SP 79e  | PU     | MS     | 91e |
| 2018-2019 |        |        |        |        |        |        |        |        |        |        |        |        |        |        |        |        |         |        |        | .      | .      | .       | .       |         |        |        | 21e |
| 2018-2019 | IN 3e  | SP 32e | PU 49e | SP 62e | PU     | SP 67e | PU     | MS     | SP 19e | PU 42e | SP 50e | MS     | SP 1re | PU 14e | MS 2e  | SI 2e  | SP Ann. | SP 31e | PU 12e | SP 7e  | PU 13e | IN 43e  | MS 16e  | SP 42e  | PU 55e | MS 14e | 21e |
| 2019-2020 |        |        |        |        |        |        |        |        |        |        |        |        |        | .      | .      | .      | .       |        |        |        |        |         |         |         |        |        | 14e |
| 2019-2020 | SP 3e  | IN 11e | SP 35e | PU 24e | SP 3e  | PU 28e | MS 22e | SP 23e | MS 12e | SP 71e | PU     | IN 39e | MS 10e | SP 37e | PU 25e | IN 8e  | MS 20e  | SP 3e  | MS 20e | SP 5e  | PU 8e  | SP Ann. | PU Ann. | MS Ann. |        |        | 14e |
| 2020-2021 |        |        |        |        |        |        |        |        |        |        |        |        |        |        |        | .      | .       | .      | .      |        |        |         |         |         |        |        | 11e |
| 2020-2021 | IN 21e | SP 37e | SP 6e  | PU 22e | SP 5e  | PU 9e  | SP 21e | PU 20e | MS 4e  | SP 7e  | PU 12e | SP 10e | MS 10e | IN 41e | MS 5e  | SP 44e | PU 32e  | IN 1re | MS 13e | SP 12e | PU 17e | SP 11e  | PU 6e   | SP 70e  | PU     | MS 14e | 11e |
| 2021-2022 |        |        |        |        |        |        |        |        |        |        |        |        |        |        |        | .      | .       | .      | .      |        |        |         |         |         |        |        | 10e |
| 2021-2022 | IN 1re | SP 15e | SP 18e | PU 16e | SP 20e | PU 6e  | SP 62e | PU     | MS 8e  | SP 11e | PU 4e  | SP 27e | PU 12e | IN 6e  | MS 17e | IN 6e  | SP 41e  | PU 28e | MS 4e  | SP 22e | PU 33e | SP 49e  | MS 10e  | SP 4e   | PU 7e  | MS 14e | 10e |
| 2022-2023 |        |        |        |        |        |        |        |        |        |        |        |        |        |        | .      | .      | .       | .      |        |        |        |         |         |         |        |        | 9e  |
| 2022-2023 | IN 7e  | SP 22e | PU 7e  | SP 2e  | PU 3e  | SP 16e | PU 26e | MS 14e | SP 5e  | PU 5e  | IN 18e | MS 17e | SP 16e | PU 6e  | SP 6e  | PU 16e | IN 10e  | MS 5e  | SP 16e | PU 8e  | IN 13e | MS 11e  | SP 10e  | PU Ann. | MS 16e |        | 9e  |
| 2023-2024 |        |        |        |        |        |        |        |        |        |        |        |        |        |        | .      | .      | .       | .      |        |        |        |         |         |         |        |        |     |
| 2023-2024 | IN 44e | SP 37e | PU 18e | SP 47e | PU 35e | SP 18e | PU 9e  | MS 15e | SP 59e | PU 38e | SP 46e | PU 11e | IN 27e | MS 22e | SP 17e | PU 9e  | IN 20e  | MS 15e | IN 10e | MS 12e | SP 11e | PU 9e   | SP 25e  | PU 8e   | MS 26e |        |     |
| 2024-2025 |        |        |        |        |        |        |        |        |        |        |        |        |        |        | .      | .      | .       | .      |        |        |        |         |         |         |        |        |     |
| 2024-2025 | SI 30e | SP 1re | MS 10e | SP 7e  | PU 5e  | SP     | PU     | MS     | SP     | PU     | IN     | MS     | SP     | PU     | SP     | PU     | IN      | MS     | SP     | PU     | IN     | MS      | SP      | PU      | MS     |        |     |

Dernière mise à jour le 7 décembre 2024

### Championnats du monde juniors et de la jeunesse
| Édition \ Épreuve     | Individuel                | Sprint                   | Poursuite            | Relais                   |
| --------------------- | ------------------------- | ------------------------ | -------------------- | ------------------------ |
| Minsk 2015            | 33e                       | 27e                      | 28e                  | —                        |
| Minsk 2015            | —                         | —                        | —                    | 10e                      |
| Cheile Gradistei 2016 | Médaille de bronze, monde | 4e                       | 10e                  | Médaille d'argent, monde |
| Osrblie 2017          | 43e                       | 14e                      | 18e                  | 11e                      |
| Otepää 2018           | 14e                       | Médaille d'argent, monde | Médaille d'or, monde | —                        |

Légende :

- participation aux Championnats du monde de la jeunesse

### Championnats d'Europe juniors
| Édition \ Épreuve | Individuel                 | Sprint                | Poursuite             |
| ----------------- | -------------------------- | --------------------- | --------------------- |
| Pokljuka 2016     | 34e                        | 12e                   | 22e                   |
| Nové Město 2017   | Médaille de bronze, Europe | Médaille d'or, Europe | Médaille d'or, Europe |

### Championnats du monde de biathlon d'été
| Édition \ Épreuve     | Super sprint                     | Sprint                   | Poursuite                        | Mass start                       | Relais mixte                     |
| --------------------- | -------------------------------- | ------------------------ | -------------------------------- | -------------------------------- | -------------------------------- |
| Cheile Gradistei 2015 | Épreuve inexistante à cette date | 13e                      | 16e                              | Épreuve inexistante à cette date | Médaille d'argent, monde         |
| Otepää 2016           | Épreuve inexistante à cette date | 6e                       | 7e                               | Épreuve inexistante à cette date | Médaille d'or, monde             |
| Nové Město 2018       | Épreuve inexistante à cette date | Médaille d'argent, monde | Médaille de bronze, monde        | Épreuve inexistante à cette date | —                                |
| Nové Město 2018       | Épreuve inexistante à cette date | —                        | —                                | Épreuve inexistante à cette date | Médaille d'argent, monde         |
| Nové Město 2021       | Médaille d'or, monde             | Médaille d'argent, monde | Médaille d'or, monde             | Épreuve inexistante à cette date | Épreuve inexistante à cette date |
| Ruhpolding 2022       | 4e                               | Médaille d'argent, monde | Épreuve inexistante à cette date | Médaille de bronze, monde        | Épreuve inexistante à cette date |

Légende :
- participation aux Championnats du monde juniors